# Lohn- und Gehaltsabtretung
Lohn- und Gehaltsabtretung ist im Bankwesen eine Sicherungsabtretung von Ansprüchen auf Arbeitsentgelt vom Kreditnehmer an Kreditinstitute als Kreditsicherheit für Kredite im Massengeschäft.

## Allgemeines
Die Lohn- und Gehaltsabtretung aus Arbeits- und Dienstverhältnissen ist neben der Sicherungsübereignung von Sachen und der Sicherungsübereignung von Kraftfahrzeugen häufig das einzige Mittel zur Sicherung von Verbraucherkrediten. Außerdem kommt noch die Bürgschaft als Sicherungsinstrument vor. Eine Lohn- und Gehaltsabtretung ist das wichtigste Sicherungsmittel für Arbeiter, Angestellte und Beamte. Während Sparkassen und Genossenschaftsbanken in zwei Drittel aller Fälle Lohnabtretungen vereinbaren, beträgt bei allen übrigen Kreditinstituten der Anteil 80 % und mehr. Sie gehört zu den Sachsicherheiten, bei denen der Arbeitgeber des Bankkunden als Drittschuldner fungiert. Eine Lohn- und Gehaltsabtretung dient bei Konsumkrediten, Dispositionskrediten oder Ratenkrediten als Sicherheit für den Kreditgeber. Sie muss individuell auf den Sicherungsgeber zugeschnitten sein, um die konkret für ihn geltenden Pfändungsfreigrenzen zu berücksichtigen. Diese Freigrenzen sind bei der Sicherheitenbewertung einer Lohn- und Gehaltsabtretung vom Nennwert der Forderungen abzuziehen.

## Geschichte
Ein Gesetz vom Juni 1869 untersagte in Deutschland die Abtretung von Arbeitslohn. Es galt bis Oktober 1934, als ein Zwangsvollstreckungsgesetz Abtretungsverbote in Arbeitsverträgen ermöglichte. Im Juni 1927 trat das „Gesetz über die Abtretung von Beamtenbezügen zum Heimstättenbau“ in Kraft, das insbesondere für das Beamtenheimstättenwerk (BHW) galt und Abtretungen sogar über sonst bestehende Pfändungsgrenzen hinaus zuließ. Das BHW war als einzige Gehaltsabtretungsstelle im Sinne des § 2 dieses Gesetzes anerkannt. Noch 1976 wurden Anträge von Landesbausparkassen auf Zulassung als Abtretungsstelle vom zuständigen Bundesministerium abgelehnt. Im Dezember 1956 bestätigte der BGH die Zulässigkeit des Abtretungsverbots von Lohnforderungen, ließ jedoch ein stillschweigendes Abtretungsverbot auch in Großunternehmen nicht zu. Er hielt das Interesse eines Arbeitnehmers für schutzwürdig, durch Abtretung seines Anspruchs auf sein verdientes Arbeitsentgelt einem Gläubiger Sicherheit für eine Forderung zu verschaffen und so eine für ihn mit vermeidbaren Kosten verbundene Lohnpfändung zu vermeiden. Seit November 1975 hielt der BGH die Vorausabtretung künftiger Lohn-, Gehalts-, Provisions- und Sozialleistungsansprüche für grundsätzlich zulässig. Er hatte im Juni 1989 erstmals klargestellt, wann und unter welchen Voraussetzungen Lohnabtretungsklauseln wirksam sind. Insbesondere müssen die Voraussetzungen und die Ankündigung der Abtretungsanzeige an den Arbeitgeber klar geregelt sein. Die Kreditwürdigkeit des Kreditnehmers kann durch die Offenlegung einer stillen Zession in Frage gestellt werden, weil sie für Dritte die Nichterfüllung einer bestehenden Verbindlichkeit signalisiert und Zweifel an der Vertragstreue des Kreditnehmers oder an seiner wirtschaftlichen Leistungsfähigkeit fördert.

## Rechtsfragen

### Abtretungsvertrag
Damit Löhne und Gehälter als Kreditsicherheit dienen können, ist ein Abtretungsvertrag erforderlich. Es handelt sich um einen Sicherungsvertrag, der gesondert oder als Teil des Kreditvertrages abgeschlossen werden kann. In Verbraucherkreditverträgen stellt eine Lohnabtretungsklausel ein gängiges Sicherungsmittel dar, und zwar auch dann, wenn der Kredit der Finanzierung eines bestimmten Gegenstandes dient.

#### Vertragsinhalt
Die Lohn- und Gehaltsabtretung ist Gegenstand eines formfreien Sicherungsvertrages zwischen dem Arbeitnehmer (Zedent und Sicherungsgeber) und der kreditgebenden Bank (Zessionar und Sicherungsnehmer) als Erwerberin der Forderung (§ 398 Satz 1 BGB). Für diese Sicherungsabtretung gilt analog das Abtretungsrecht des BGB, so dass auch sämtliche Nebenrechte nach § 401 BGB an den Sicherungsnehmer übergehen. Löhne und Gehälter werden an die Bank lediglich sicherungshalber abgetreten, so dass der Arbeitnehmer weiter über sie verfügen kann. Der Zedent muss Inhaber der Lohnforderung und über sie verfügungsberechtigt sein. Einer Zustimmung des Arbeitgebers bedarf es zivilrechtlich zwar nicht, doch verlangt bankenaufsichtsrechtlich Art. 212 Kapitaladäquanzverordnung (englische Abkürzung CRR) eine offene und vom Arbeitgeber bestätigte Abtretung, damit diese Kreditsicherheit als „Kreditrisikominderungstechnik“ anerkannt werden kann und bei Kreditinstituten zu einer geringeren Eigenmittelunterlegung führt. Verzichten die Banken zunächst auf diese Offenlegung, gelten formal die besicherten Kredite als Blankokredite. Der Zedent hat bei einer stillen, nicht offengelegten Zession ein dringendes, schützenswertes Interesse, rechtzeitig vor der Offenlegung und Einziehung benachrichtigt zu werden. Eine Offenlegung bei Zahlungsverzug darf erst nach mindestens zweimaligem Aussetzen mit dem fälligen Schuldendienst erfolgen. Der Zedent verliert vertragsgemäß erst in diesem Sicherungsfall seine Verfügungsbefugnis über Lohn oder Gehalt. Dann sind die Kreditinstitute berechtigt, den pfändbaren Teil nach Offenlegung der Abtretung gegenüber dem Arbeitgeber (wenn nicht bereits geschehen) geltend zu machen und Überweisung an sich zu verlangen (§ 409 BGB). Der Zessionar muss dann alle Einwendungen, die der Arbeitgeber gegenüber dem Arbeitnehmer hat, auch gegen sich gelten lassen (§ 404 BGB; Verjährung, Gehaltskürzung usw.). Als Beleihungsunterlagen kommen Lohn- und Gehaltsnachweise oder Einkommensteuerbescheide sowie die vom Arbeitgeber bestätigte Abtretungsanzeige in Frage.

#### Arten von Forderungen und von Drittschuldnern
Gegenstand einer Sicherungsabtretung können alle künftigen Ansprüche auf Arbeitslohn oder Gehalt sein, auch Pensionszahlungen und ALG I (§ 53 Abs. 2 Nr. 1 SGB I) sind abtretbar. Als Arbeitgeber kommen Unternehmen oder Behörden der öffentlichen Hand in Frage. Bei Letzteren ist nach dem so genannten Fiskalprivileg des § 411 BGB zur Wirksamkeit der Abtretung eine beglaubigte Abtretungsanzeige an die Behörde erforderlich. Eine Vorausabtretung ist nur zulässig, wenn die abgetretene Forderung genügend bestimmt oder bestimmbar ist. Das erfordert bei Lohn- und Gehaltsabtretungen insbesondere die genaue Bezeichnung des Arbeitseinkommens (Lohn, Gehalt, Dienstbezüge, sonstige Bezüge) und des Arbeitgebers. Liegen beim Arbeitgeber mehrere Lohn- und Gehaltsabtretungen verschiedener Zessionare vor, so wird die zeitlich zuerst wirksam abgetretene als erste Abtretung bedient (Rangordnung nach zeitlicher Priorität). Jegliche später begründete Abtretung kommt erst dann zum Zuge, wenn die älteste offengelegte Lohn- bzw. Gehaltsabtretung nicht mehr besteht.

#### Umfang
Der Umfang der Lohn- bzw. Gehaltsabtretung beschränkt sich auf den pfändbaren Teil des Arbeitseinkommens (§ 400 BGB), deshalb sind die Pfändungsfreigrenzen in der Pfändungstabelle des § 850c ZPO zu beachten. Unpfändbar – und damit nicht abtretbar – ist insbesondere das Erziehungs- und Mutterschaftsgeld nach § 54 Abs. 3 SGB I. Außerdem sind folgende zweckgebundene Arbeitseinkommen nach den §§ 850a und § 850b ZPO nicht abtretbar:
- 50 % der Mehrarbeitsvergütung (Überstundenentgelte);
- Urlaubsgeld und der Urlaubsabgeltungsanspruch;
- Aufwandsentschädigungen, Auslösungsgelder und sonstige Zulagen;
- Weihnachtsgeld bis zu 50 % des monatlichen Arbeitseinkommens, höchstens jedoch bis zum Betrag von 500 Euro (hierunter fällt etwa das 13. Monatsgehalt);
- Heirats- und Geburtsbeihilfen;
- Erziehungsgelder, Studienbeihilfen und ähnliche Bezüge;
- Sterbegelder aus Arbeits- und Dienstverhältnissen und
- Blindenzulagen.

Abtretungsverbote kann es im Arbeitsvertrag, in Betriebsvereinbarungen oder in Tarifverträgen geben; eine Lohn- und Gehaltsabtretung ist dann nicht möglich (§ 399 BGB). In Arbeitsverträgen kann vereinbart werden, dass eine Abtretung der Ansprüche aus dem Arbeitsverhältnis nur mit Zustimmung des Arbeitgebers möglich ist. Der Arbeitnehmer hat dann zunächst die Zustimmung seines Arbeitgebers einzuholen, bevor er eine Lohn- und Gehaltsabtretung an seine Bank vornimmt. Der Vorrang von Lohn- und Gehaltsabtretungen im Rahmen der Restschuldbefreiung nach § 114 InsO a. F. ist seit Juli 2014 entfallen, so dass diese Abtretungen mit Eröffnung des Insolvenzverfahrens unwirksam werden. Damit sind sie nicht mehr insolvenzfest, was ihre Tauglichkeit als Kreditsicherheit wesentlich einschränkt. Nach § 114 InsO a. F. blieben Lohn- und Gehaltsabtretungen noch zwei Jahre während des Insolvenzverfahrens wirksam. Lohn- und Gehaltsabtretungen unterliegen ferner dem Risiko der Arbeitslosigkeit, so dass sie bei Kündigung enden.
Nach Art. 209 Abs. 3d Kapitaladäquanzverordnung (englische Abkürzung CRR) sind Forderungen von mit dem Kreditnehmer verbundenen Adressen, Tochtergesellschaften und Beschäftigten keine anerkennungsfähige Kreditsicherheit. Wird also einem Unternehmen Kredit gewährt und gleichzeitig einem Arbeitnehmer des Unternehmens ein Konsumkredit mit Lohn- und Gehaltsabtretung als Kreditsicherheit zur Verfügung gestellt, so ist letztere nicht als Kreditrisikominderungstechnik anerkennungsfähig.

## International

### Österreich, Schweiz und Liechtenstein
In Österreich und Liechtenstein besteht ein vollständiges gesetzliches Abtretungsverbot für Lohn- und Gehaltsforderungen. Dies ist geregelt in den jeweiligen Konsumentenschutzgesetzen (KSchG), und zwar seit März 1979 im Konsumentenschutzgesetz Österreichs (Art. 12 Abs. 1 KSchG) und seit Oktober 2002 in Liechtenstein (Art. 16 Abs. 1 KSchG). In der Schweiz ist die Abtretung und Verpfändung künftiger Lohnforderungen sogar nichtig (Art. 325 Abs. 2 OR). Damit soll der Arbeitnehmer davor geschützt werden, Dritten ein direktes Zugriffsrecht auf seinen Lohn einzuräumen.

### Kanada und USA
In mehreren kanadischen Provinzen (etwa in Saskatchewan oder Alberta) gibt es mit dem Wage Assignment Act von 1972 bzw. 1974 sogar ein spezifisches Gesetz, das Gehaltsabtretungen bei Konsumkrediten (englisch Consumer credits) regelt. Unter dem gleichen Namen existierende Gesetze in einigen Bundesstaaten der USA (etwa in Illinois) verstehen darunter jedoch die Lohnpfändung, wenn Arbeitnehmer ihre Schulden nicht bedienen.